# Харга
Харга (араб. الخارجة al-Ḫāriǧa, вимовляється [elˈxæɾɡæ]) досл. «зовнішній»; копт. (ϯ)ⲟⲩⲁϩ ⲛ̀ϩⲏⲃ (di)wah enhib, "Оаза Хіб", (ϯ)ⲟⲩⲁϩ ⲙ̀ⲯⲟⲓ (di)wah empsoi "Оаза Псой") — місто і оаза в Єгипті, адміністративний центр губернаторства Нова Долина.

## Географія
Найпівденніша з оаз Єгипту. Оаза розташована приблизно за 200 км від долини Нілу. Має протяжність близько 150 км.

### Клімат
Місто знаходиться у зоні, котра характеризується кліматом тропічних пустель. Найтепліший місяць — червень із середньою температурою 32.8 °C (91 °F). Найхолодніший місяць — січень, із середньою температурою 14.4 °С (58 °F).
| Клімат Харги            | Клімат Харги | Клімат Харги | Клімат Харги | Клімат Харги | Клімат Харги | Клімат Харги | Клімат Харги | Клімат Харги | Клімат Харги | Клімат Харги | Клімат Харги | Клімат Харги | Клімат Харги |
| Показник                | Січ.         | Лют.         | Бер.         | Квіт.        | Трав.        | Черв.        | Лип.         | Серп.        | Вер.         | Жовт.        | Лист.        | Груд.        | Рік          |
| Абсолютний максимум, °C | 34           | 35           | 39           | 45           | 47           | 48           | 45           | 47           | 43           | 43           | 37           | 32           | 48           |
| Середній максимум, °C   | 18           | 21           | 25           | 32           | 35           | 37           | 37           | 37           | 35           | 31           | 26           | 21           | 30           |
| Середня температура, °C | 14           | 16           | 20           | 26           | 30           | 32           | 32           | 32           | 30           | 26           | 20           | 16           | 25           |
| Середній мінімум, °C    | 9            | 10           | 15           | 20           | 25           | 27           | 27           | 26           | 25           | 21           | 15           | 11           | 20           |
| Абсолютний мінімум, °C  | 0            | 3            | 3            | 10           | 8            | 18           | 18           | 17           | 17           | 11           | 3            | 2            | 0            |
| ----------------------- | ------------ | ------------ | ------------ | ------------ | ------------ | ------------ | ------------ | ------------ | ------------ | ------------ | ------------ | ------------ | ------------ |
| Джерело: Weatherbase    |              |              |              |              |              |              |              |              |              |              |              |              |              |

## Історія
Оаза завжди знаходилася на перетині караванних шляхів, що ведуть з посушливої пустелі. Про це свідчить цілий ланцюг з фортець римського періоду, які були покликані захищати Дарбу-ель-Арбейн — довгий караванний шлях з Судану до країн Близького Сходу.
На північний схід від міста, недалеко від основної дороги, розташовано кілька пам'ятників. Один з небагатьох уцілілих пам'яток перського правління — храм Геба (Геб - "плуг" - стародавня столиця оази). Храм присвячений фіванський тріаді Амон-Ра, Мут і Хонсу. Побудований з місцевого пісковику, він був закладений наступником Камбіса Дарієм I, але завершений при правлінні Нектанеба II в IV ст. до Р.Х. Храм стоїть у пальмовому гаю, за руїнами обрядового басейну і алеї сфінксів. І хоча в рельєфах помітно місцевий вплив, їх зміст традиційний.
Приблизно за три кілометри на північ від сучасного центру Харґа розташований ранньохристиянський некрополь Багават — один з найстаріших і добре збережених. Некрополь складається з 263 гробниць-каплиць, побудованих протягом IV-VII століть. У деяких каплицях добре збереглися розписи, головним чином, на старозавітні теми.
Харга — найсучасніше місто в оазах на заході Єгипту. Головне місто має сучасний вигляд, майже нічого не залишилося від стародавньої архітектури. Хоча місто і оточує оаза, враження оази це не справляє, на відміну від усіх інших оаз в цій частині Єгипту.

## Транспорт
Регулярне автобусне сполучення з іншими оазами провінції та іншими містами Єгипту. Залізнична гілка Харга — Кена (долина Нілу)  Сафага (Червоне море) експлуатується з 1996. 